# 1183
| Calendário gregoriano                                                        | 1183 MCLXXXIII                                       |
| Ab urbe condita                                                              | 1936                                                 |
| Calendário arménio                                                           | 632 – 633                                            |
| Calendário bahá'í                                                            | -661 – -660                                          |
| Calendário budista                                                           | 1727                                                 |
| Calendário chinês                                                            | 3879 – 3880 Início a 26 de janeiro (aproximadamente) |
| Calendário copta                                                             | 899 – 900                                            |
| Calendário etíope                                                            | 1175 – 1176                                          |
| Calendários hindus - Vikram Samvat - Calendário nacional indiano - Cáli Iuga | 1238 – 1239 1104 – 1105 4283 – 4284                  |
| Calendário Holoceno                                                          | 11183                                                |
| Calendário islâmico                                                          | 579 – 580                                            |
| Calendário judaico                                                           | 4943 – 4944                                          |
| Calendário persa                                                             | 561 – 562                                            |
| Calendário rúnico                                                            | 1433                                                 |
| Calendário solar tailandês                                                   | 1726                                                 |

1183 (MCLXXXIII, na numeração romana) foi um ano comum do século XII do Calendário Juliano, da Era de Cristo, a sua letra dominical foi B (52 semanas), teve início a um sábado e terminou também a um sábado.
No reino de Portugal estava em vigor a Era de César que já contava 1221 anos.

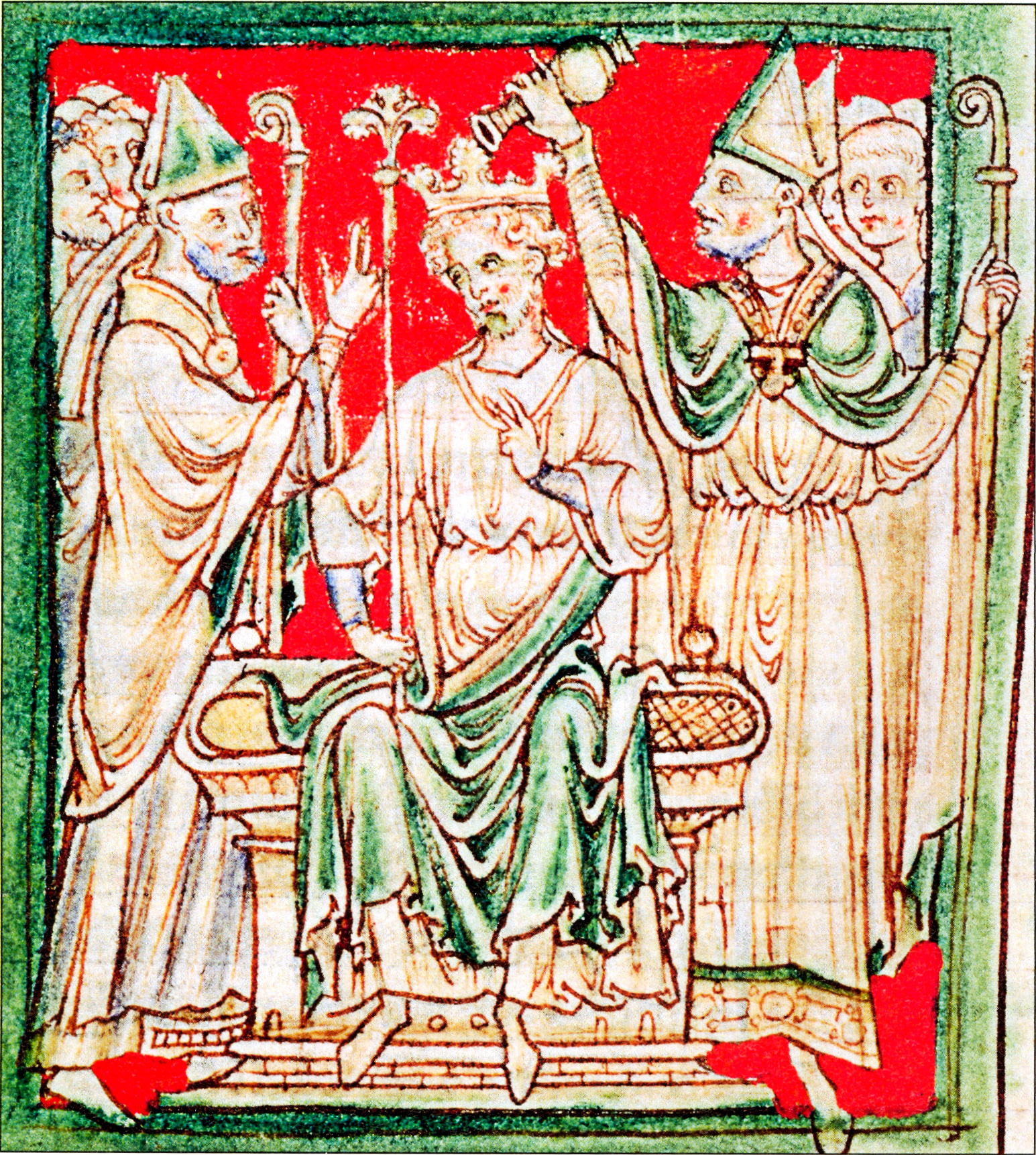
Ricardo Coração de Leão é ungido durante a sua coroação na Abadia de Westminster, Londres. Iluminura de uma crónica do século XIII.

| Ano completo                   |
| ------------------------------ |
| Ano comum com início ao sábado |

## Eventos
- Ricardo Plantageneta torna-se herdeiro de Inglaterra.
- Foral de Ourém (Portugal).

## Mortes
- Henrique, o Jovem, herdeiro de Henrique II de Inglaterra.